# Scutellaria theobromina
Scutellaria theobromina là một loài thực vật có hoa trong họ Hoa môi. Loài này được Rech.f. miêu tả khoa học đầu tiên năm 1982.